# Birgit Knappe
Birgit Knappe (* 1955 in Bad Oldesloe) ist eine deutsche bildende Künstlerin, die Kunstwerke aus Stein, Pappe, Terrakotta und anderen Materialien herstellt. Zudem ist sie Kunstpädagogin und Therapeutin. Sie lebt und arbeitet in Berlin und Brandenburg.

## Leben
Birgit Knappes Eltern zogen 1955 nach Bad Bramstedt, wo sie aufwuchs und die Schule besuchte. 1974 ging sie nach West-Berlin. Von 1976 bis 1983 studierte sie an der HdK (später UdK) in Berlin Bildhauerei und war Meisterschülerin bei Michael Schoenholtz.
Im Anschluss (1986–1988) nutzte sie ein Atelierstipendium der Karl-Hofer-Gesellschaft zur weiteren Ausbildung. 1988–1993 war sie Dozentin für Bildhauerei und plastisches Gestalten an der UdK und – nach dem Mauerfall – an der Humboldt-Universität zu Berlin (HU). Folgend konnte sie mithilfe drei verschiedener Atelier-Stipendien für zwei Jahre ihre Kunst in der Villa Serpentara (Träger: Akademie der Künste Berlin), im Künstlerhaus Selk (Träger: Kultusministerium Schleswig-Holstein) und in Ekely bei Oslo weiter vervollkommnen.

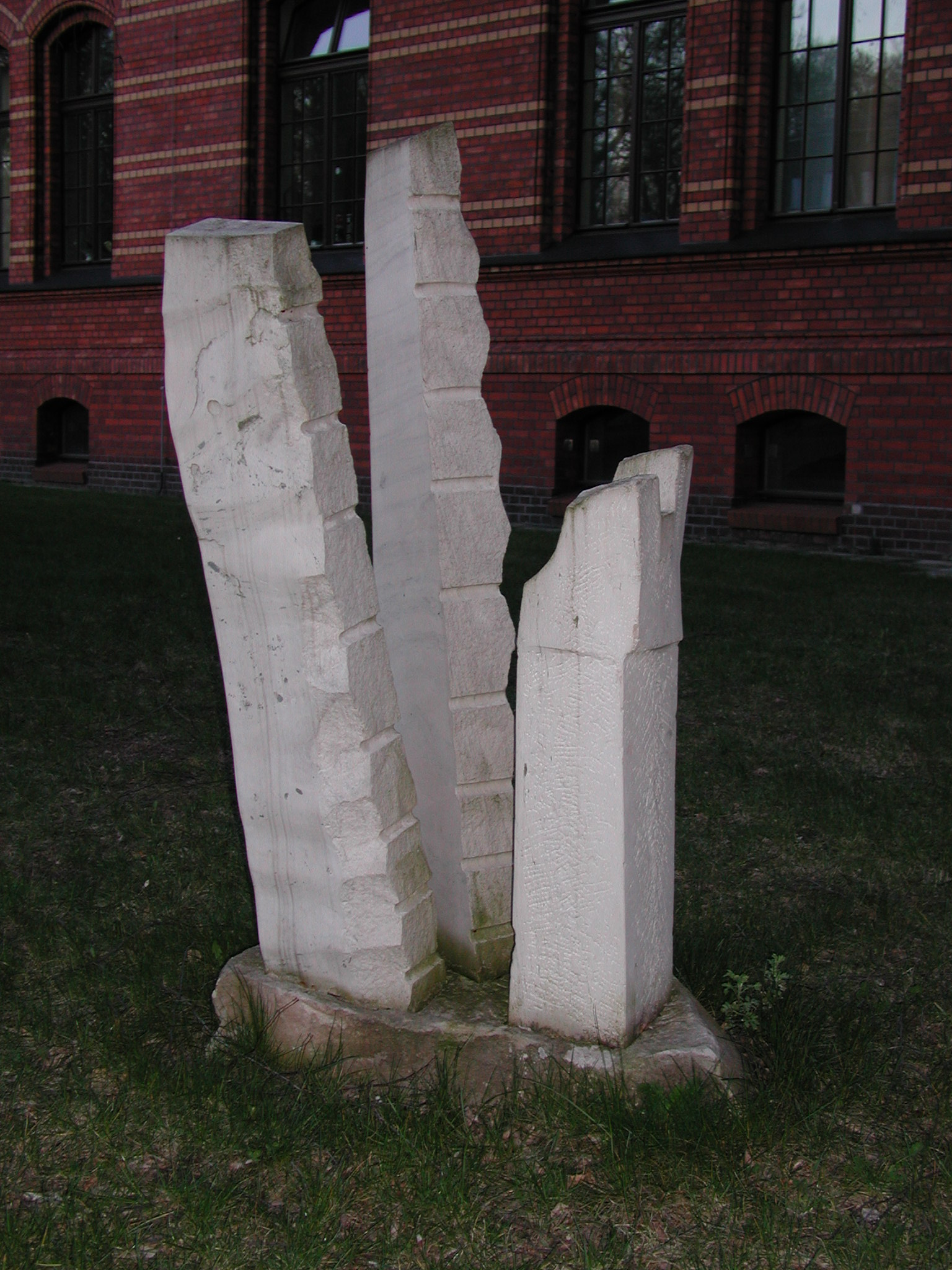
Skulptur zum Bonhoeffer-Zitat

Im Jahr 1994 folgte eine auf drei Jahre befristete Gastprofessur für Bildhauerei an der HU und der UdK. Von den Tel Aviv Artists’ Studios erhielt Birgit Knappe um 1997 eine Einladung zur Mitarbeit in einem Gastatelier. Seit um 1990 ist sie selbstständige Künstlerin. Mit einem Stipendium der Stiftung Kulturfonds im Künstlerhaus Lukas (Träger: Stiftung Kulturfonds) auf dem Darß in Mecklenburg-Vorpommern war sie ab 2001 weiter künstlerisch tätig.

## Sonstiges
Im Jahr 2020 erhielt Knappe anlässlich der Kunstausstellung Spektrale 9 – „Flüchtlinge – ein zeitloses Feindbild?“ in Luckau für ihr dort ausgestelltes Werk Desire Lines einen Kunstpreis. Birgit Knappe veranstaltet regelmäßig Bildhauer-Workshops.
Das Berliner Bildungswerk Kultur (bbk, auch kurz kulturwerk) organisiert die Kunstwettbewerbe zur Ausgestaltung öffentlicher Einrichtungen (KiöR) und bewertet die eingereichten Entwürfe. Seit Mitte der 2010er Jahre ist Birgit Knappe Mitglied des Preisgerichts.
Da Knappe auch ausgebildete Psychotherapeutin ist, führt sie für Privatpatienten Gespräche, Hypnose, Entspannungstherapien durch und begleitet Menschen in Krisensituationen. Sie unterhält in Berlin-Schöneberg und in Wiesbaden eine psychoonkologische Praxis in Zusammenarbeit mit der Gesellschaft für Biologische Krebsabwehr e. V., Beratungsstelle Berlin. – Ihr Kunstatelier befindet sich in Michendorf, Ortsteil Fresdorf, Straße Am Anger 3.

## Werk (Auswahl)
In Deutschland, Israel, Portugal, Italien, Tschechien und anderen europäischen Ländern stehen Werke von Birgit Knappe, die für den öffentlichen Raum entstanden sind. – Folgende unvollständige Übersicht nennt den Werksnamen, das Entstehungs-Jahr und einige Details:
- 1989: Ohne Worte, Ufer des Bordesholmer Sees, Bordesholm; zwei ineinander verschachtelte Granitblöcke; im Rahmen eines Bildhauersymposiums am Einfelder See in Neumünster entstanden[5]
- 1990: Großes Paar, als Sprudelfigur eines Springbrunnens, in einer Grünanlage hinter dem Rathaus Bad Bramstedt; Anröchter Stein; Birgit Knappe arbeitete die Skulptur direkt vor Ort aus dem Felsstück heraus, so dass Zuschauer willkommen waren. War auch als Bestandteil eines öffentlichen Bürgertreffs vorgesehen.[2]
- 1994: In Front of Gate[6]
- 2000: Jakobs Palast, vor dem Bibelzentrum Schleswig im St. Johanniskloster; vierteilige Steingruppe; im Rahmen eines Bildhauersymposiums zur Thematik Propheten im Garten entstanden[7]
- 2005, um: im KEH …und hätte der Liebe nicht, dreiteilige abstrakte Betonstelenkonstruktion, die auf ein Dietrich-Bonhoeffer-Zitat Bezug nimmt und die Glaube, Liebe, Hoffnung symbolisiert[8], siehe obiges Bild
- 2008: Neighbours; Carrara-Marmor
- 2008: Discover, Champagnole, dreiteiliges Objekt am Strand liegend, Frankreich; Comblanchien-Kalkstein[9]
- 2009: Treppenstein – Alpstuhl, Naturpark Villacher Alpenstraße; Krastaler Marmor, im Rahmen des Bildhauerinnensymposion Krastal entstanden[9]
- 2009: Raum I; dreiteilige Sandstein-Fenster, 85 cm hoch[9]
- 2009: Luftschlösser; fünf aufgestellte grobe Architekturhausmodelle aus verklebter und angemalter Wellpappe[10]
- 2009: Was ich sehe; verklebte und grob als Puzzle geformte Wellpappe[10]
- 2010: Versprung; Basalt[9]
- 2010: Bodenschätze (Memories); 225 kleinteilige Basalt-Pflastersteine mit Blattgold belegt[9]
- 2010: Kleiner schwarzer Block; 225 kleinteilige Basalt-Pflastersteine[9]
- 2010: Große Piazza, im Skulpturengarten der Galerie Contemporanea, Oberbillig; Kylltaler Sandstein, siebenteilig[9]
- 2010: Bodenschatz I; vierteiliges Werk aus Basalt-Pflastersteinen, drei Steinchen komplett mit Blattgold belegt[9]
- 2011: Vecchia romana II; Fassadenfront aus Terracotta, mit zwei Reihen rechteckiger Acryl-Fenster, Fensterrahmen mit Blattgold gestaltet; etwa 45 × 90 × 12 cm[11]
- 2012: Treppenhaus[11]
- 2012: Container; zwei halbrunde Keramikbehälter, den Glasabfall-Iglus nachempfunden[11]
- 2013: Kosmos, auf dem Areal der Alexander-von-Humboldt-Schule, Roschdohler Weg 11, Neumünster; Sandstein (3-teilig, 125 × 350 × 350 cm) lebhaft strukturiertes dreiteiliges Werk mit klaren Kanten und sanften Rundungen, die die Betrachterphantasie anregen. Das Werk ist zum Klettern oder Spielen nutzbar.[2]
- 2013: Gibarians Raum; kleine Keramikplatten in Fensterform, goldgelb und blau angemalt und locker aufgestapelt[11]
- 2013: Solaris, dem Roman Solaris nachempfundenes Werk; durchbrochenes filigranes Terrakotta-Gebilde[11]
- 2013: 16-26-45, chaotisch geflochtenes Gitter[11], vermutlich den Zahlencodes der Fernsehgrundfarben Rot-Gelb-Blau entlehnte Arbeits-Bezeichnung[12]
- 2016: Dunkles Band; kasachischer Granit[9]
- 2018 (um): Umbrien Winter; chamois-farbenes Großfoto, zeigt überfrorene hölzerne Wellenbrecher am Strand[13]
- 2017: Rencontre, Schloss Wiltz (Schlosshof), Luxemburg; Grauwacke[9][6]
- 2018: Atlantikwall; schwarz-weißes Großfoto[13]
- 2019: Konz Rast Sandstein H1a; Sandsteinskulptur, Gemeinde Konz, entstanden während eines Symposiums an der Obermosel[6]

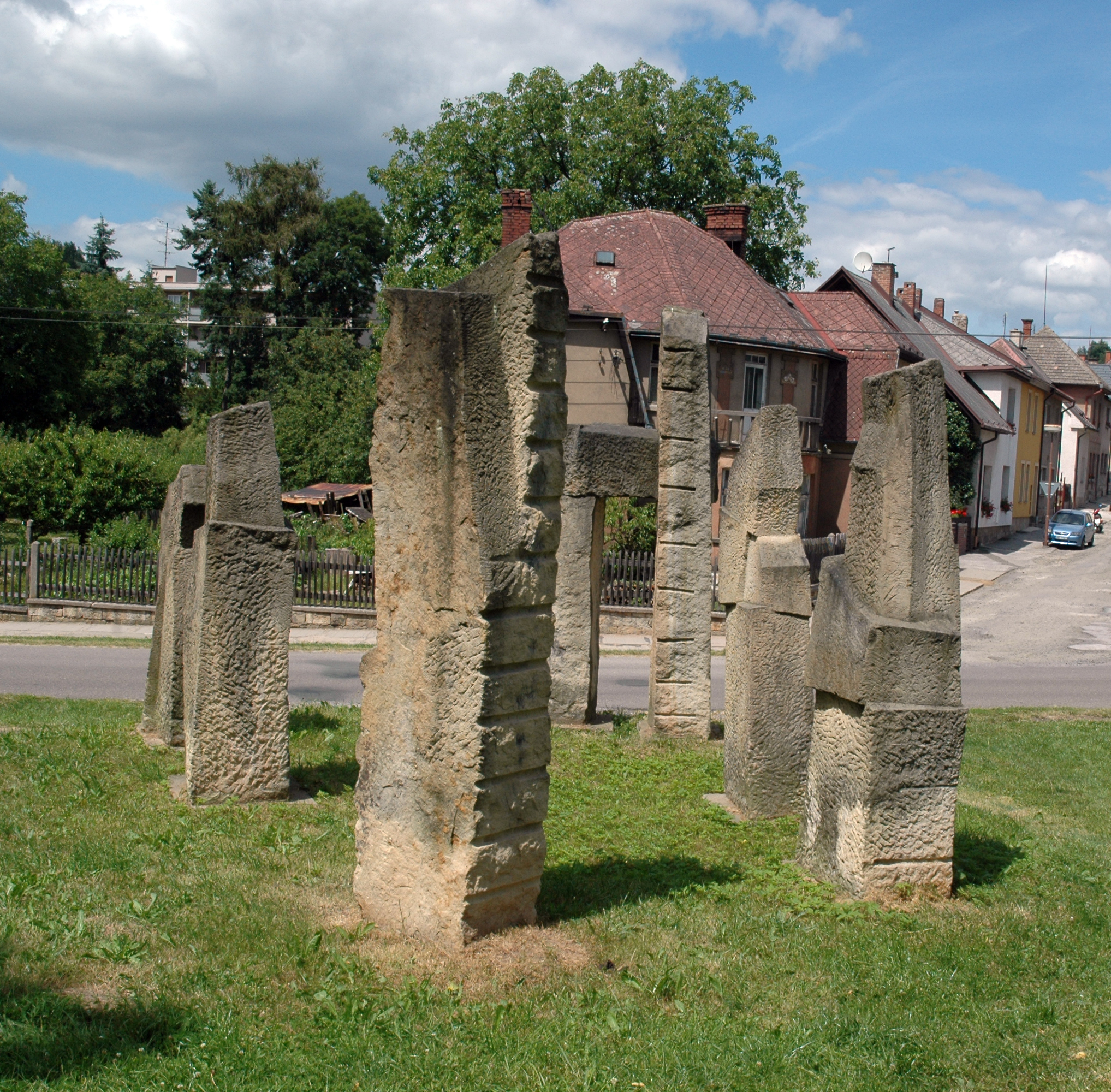
In Front of Gate
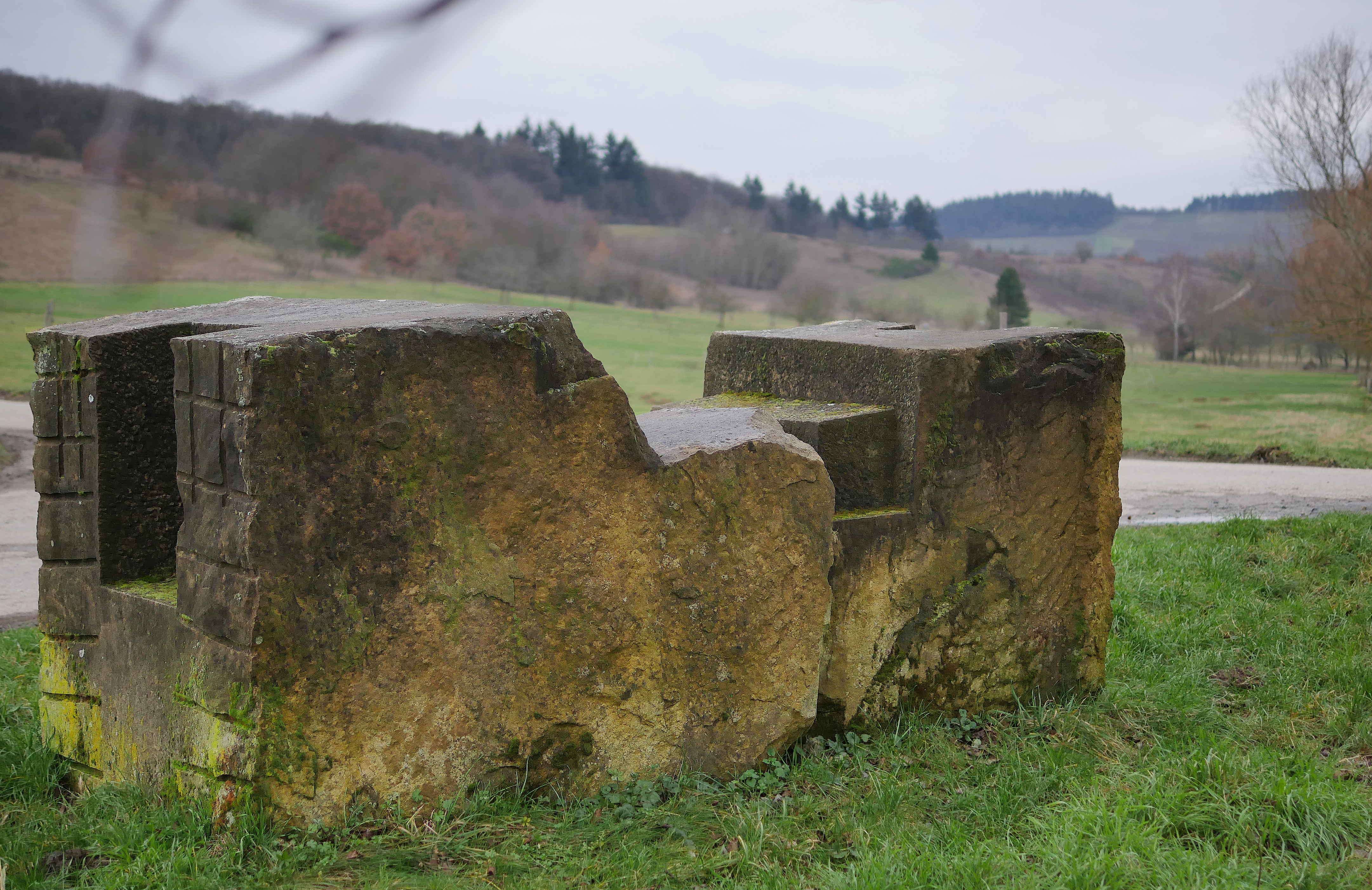
Konz Rast Sandstein H1a

## Ausstellungen (Auswahl)

### Gemeinschaft
Seit Abschluss ihres Kunststudiums 1983 beteiligte sich Birgit Knappe an zahlreichen Symposien und Ausstellungen im In- und Ausland, wurde zur Teilnahme an Kunstwettbewerben eingeladen und realisierte eigene Kunstprojekte für den öffentlichen Raum sowie Aufträge von Unternehmen. Einige Auswahlen:
- 2009: Die andere Hälfte, Ausstellung zum Symposium Krastal, Österreich[6]
- 2010: Berliner Liste, Messe für aktuelle Kunst und Fotografie/Galerie Förster, Berlin[6]
- 2010: Berlin, 10 Berliner Künstler im Brunswiker Pavillon, Kiel[6]
- 2011: Landesschau des BBK-SH, Elbeforum BrunsbüttelV[6]
- 2023, 23.–27. August: Teilnahme am Klang- und Kunstfestival 2023 am Schloss Freudenberg in Wiesbaden[6]

### Solo
- 2009: Raumordnungen, Galerie Bäckerstrasse 4, Wien, Österreich[6]
- 2010: Aus der Ferne so nah, Galerie Ruhnke, Potsdam (mit Wolfgang Zurborn)[6]
- 2011: Case Sparse, Plastik und Zeichnung, Galerie Förster, Berlin[6]
- 2011: Frauen und Berufung, Kunstverein Elmshorn[6]
- 2011: Exposition zum Brandenburgischen Kunstpreis, Schloss Neuhardenberg[6]